# Bryobia
Bryobia är ett släkte av spindeldjur som beskrevs av Koch 1836. Bryobia ingår i familjen Tetranychidae.

## Dottertaxa tillBryobia, i alfabetisk ordning[1][2]
- Bryobia aegyptiacus
- Bryobia aetnensis
- Bryobia agioriticus
- Bryobia alveolata
- Bryobia angolensis
- Bryobia angustisetis
- Bryobia annatensis
- Bryobia apsheronica
- Bryobia artemisiae
- Bryobia astragali
- Bryobia attica
- Bryobia bakeri
- Bryobia batrae
- Bryobia beaufortensis
- Bryobia berlesei
- Bryobia birivularis
- Bryobia borealis
- Bryobia burkei
- Bryobia calida
- Bryobia caricae
- Bryobia cavalloroi
- Bryobia centaureae
- Bryobia cerasi
- Bryobia chongqingensis
- Bryobia chrysocomae
- Bryobia coatesi
- Bryobia confusa
- Bryobia convolvulus
- Bryobia cooremani
- Bryobia cyclamenae
- Bryobia dekocki
- Bryobia deserticola
- Bryobia desertorum
- Bryobia dianthi
- Bryobia dikmenensis
- Bryobia dubinini
- Bryobia eharai
- Bryobia emmanoueli
- Bryobia ericoides
- Bryobia exserta
- Bryobia fuegina
- Bryobia geigeriae
- Bryobia geyeri
- Bryobia giannitsensis
- Bryobia glacialis
- Bryobia graminum
- Bryobia gushariensis
- Bryobia hengduanensis
- Bryobia imbricata
- Bryobia incana
- Bryobia kakamaensis
- Bryobia kakuliana
- Bryobia karooensis
- Bryobia kassioticus
- Bryobia kissophila
- Bryobia lagodechiana
- Bryobia latisetae
- Bryobia livschitzi
- Bryobia lonicerae
- Bryobia lucens
- Bryobia macedonica
- Bryobia macrotibialis
- Bryobia magallanica
- Bryobia marcandrei
- Bryobia meteoritica
- Bryobia meyerae
- Bryobia mirmoayedii
- Bryobia monechmae
- Bryobia montana
- Bryobia monticola
- Bryobia nasrvasensis
- Bryobia neopraetiosa
- Bryobia neoribis
- Bryobia nigromontana
- Bryobia nitrariae
- Bryobia nothofagi
- Bryobia obihsaphedi
- Bryobia oblonga
- Bryobia orycustodia
- Bryobia osterloffi
- Bryobia paludis
- Bryobia pamirica
- Bryobia pandayi
- Bryobia parietariae
- Bryobia pelerentsi
- Bryobia perinsignis
- Bryobia petrilunara
- Bryobia piliensis
- Bryobia platani
- Bryobia populi
- Bryobia praetiosa
- Bryobia pritchardi
- Bryobia provincialis
- Bryobia pseudorubrioculus
- Bryobia pyrenaica
- Bryobia qilianensis
- Bryobia qinghaiensis
- Bryobia querci
- Bryobia reckiana
- Bryobia relhaniae
- Bryobia rhodesiana
- Bryobia ribis
- Bryobia rubrioculus
- Bryobia rugosa
- Bryobia sarothamni
- Bryobia serifiotica
- Bryobia siliquae
- Bryobia spica
- Bryobia spinescens
- Bryobia strombolii
- Bryobia strunkovae
- Bryobia tadjikistanica
- Bryobia tiliae
- Bryobia triloba
- Bryobia tuberosa
- Bryobia tuttlei
- Bryobia ulicis
- Bryobia ulmophila
- Bryobia urticae
- Bryobia vandaelei
- Bryobia vaneyndhoveni
- Bryobia variabilis
- Bryobia vasiljevi
- Bryobia watersi
- Bryobia weyerensis
- Bryobia xiningensis
- Bryobia xizangensis
- Bryobia ylikiensis
- Bryobia yunnanensis
- Bryobia ziziphorae